# Simon-Napoléon Parent

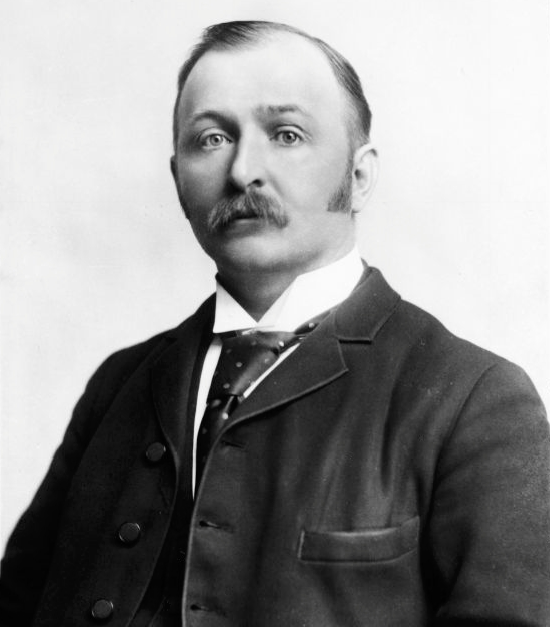
Simon-Napoléon Parent

Simon-Napoléon Parent (* 12. September 1855 in Beauport; † 7. September 1920 in Montreal) war ein kanadischer Politiker. Er war von 1890 bis 1905 Abgeordneter in der Nationalversammlung von Québec. Vom 3. Oktober 1900 bis zum 23. März 1905 regierte er die Provinz Québec als Premierminister und hatte während dieser Zeit auch den Vorsitz der Parti libéral du Québec inne, bis er aufgrund parteiinterner Machtkämpfe zurücktreten musste. Zusätzlich amtierte er von 1894 bis 1906 als Bürgermeister der Stadt Québec.

## Biografie
Parent entstammte einer bescheidenen Bauernfamilie und eröffnete nach seiner Schulzeit einen Lebensmittelladen in der Stadt Québec. Parallel zu seiner beruflichen Tätigkeit absolvierte er ein Jurastudium an der Université Laval. 1881 erhielt er die Zulassung als Rechtsanwalt. Nachdem Parent 1890 in den Stadtrat von Québec gewählt worden war, gelang ihm im selben Jahr auch die Wahl zum Abgeordneten des Wahlbezirks Saint-Sauveur in der Nationalversammlung von Québec, wobei er Unterstützung von Honoré Mercier und Wilfrid Laurier erhielt. 1894 wählte der Stadtrat Parent zum Bürgermeister. Er rationalisierte die Stadtverwaltung, beschleunigte den Bau eines neuen Rathauses und trieb die Elektrifizierung der Straßenbahn voran.
Félix-Gabriel Marchand nahm Parent am 26. Mai 1897 ins Provinzkabinett auf und machte ihn zum Minister für Ländereien, Forstwirtschaft und Fischerei. Parent, der das Amt des Bürgermeisters beibehielt, hatte die Aufgabe, in Staatsbesitz befindliche Grundstücke an Investoren zu verkaufen. Diese errichteten im Gegenzug Forstbetriebe, Papierfabriken und Elektrizitätswerke, was zu einer höheren Wirtschaftsleistung und höheren Steuereinnahmen führte. Nach Marchands Tod am 25. September 1900 hatte der kanadische Premierminister Laurier die Aufgabe, einen Nachfolger zu bestimmen. Seine Wahl fiel auf Parent, der neun Tage später als neuer Regierungschef Québecs vereidigt wurde und den Vorsitz der Parti libéral du Québec übernahm.
Parents Partei errang im Dezember 1900 einen überwältigenden Wahlsieg, die Liberalen gewannen 67 von 74 Sitzen. Bald kam es jedoch innerparteilich zu Spannungen. Die Parteibasis warf Parent vor, er führe die Provinz wie ein privates Unternehmen, verfolge hauptsächlich seine eigenen wirtschaftlichen Interessen und nähme zu wenig Rücksicht auf die Anliegen der Bevölkerung. Es wurde auch kritisiert, dass er sich kaum je außerhalb der Provinzhauptstadt aufhielt. Die Wahlen im Oktober 1904 endeten zwar mit einem ähnlich deutlichen Ergebnis wie vier Jahre zuvor, doch wandte sich die liberale Parlamentsfraktion zunehmend vom Regierungschef ab. Am 3. Februar 1905 legten drei einflussreiche Minister (darunter Lomer Gouin) ihre Ämter nieder, fünf Tage später forderten 44 Abgeordnete Parents Rücktritt.

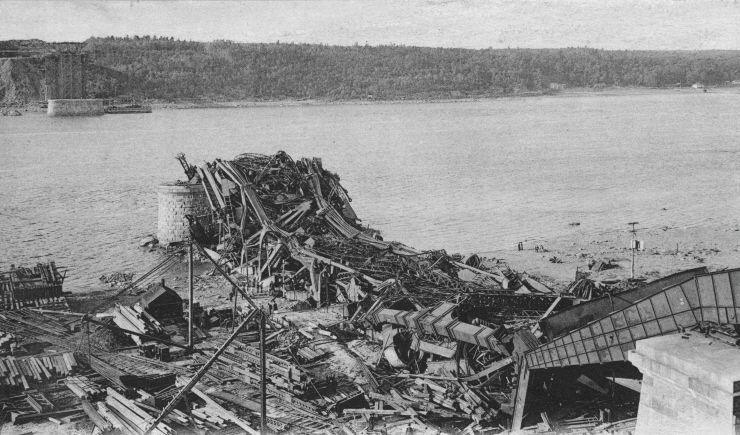
Die Québec-Brücke kurz nach dem Einsturz am 29. August 1907

Schließlich gab Simon-Napoléon Parent am 23. März 1905 dem Druck nach und trat zugunsten von Lomer Gouin zurück, der bis 1920 Premierminister der Provinz Québec blieb. Als Bürgermeister der Stadt Québec blieb Parent noch bis Januar 1906 im Amt. Sozusagen als Entschädigung wurde er von Wilfrid Laurier zum Vorsitzenden der einflussreichen Eisenbahnkommission des Bundes ernannt. Der Einsturz der im Bau befindlichen Québec-Brücke am 29. August 1907, der 75 Todesopfer forderte, brachte ihn erneut in die Schlagzeilen, da er Präsident des zuständigen Brückenbau-Unternehmens war. Die nachfolgende Untersuchungskommission sprach ihn von jeglicher Schuld frei und machte fehlerhafte Berechnungen der Ingenieure für die Katastrophe verantwortlich. 1911 trat Gouin als Präsident der Eisenbahnkommission zurück und übernahm stattdessen den Vorsitz der Gewässerkommission Québecs.